# 宜兴市人民医院
宜兴市人民医院（江苏大学宜兴临床医学院（江苏大学附属宜兴医院）、宜兴临床医学院、扬州大学医学院宜兴临床学院）为中华人民共和国江苏省的一間三级甲等医院。江苏大学附属医院。
位于无锡市宜兴市新城路1588号，医院现有总床位608张，日门诊量1151人次。
医疗事故
2019年10月 宜兴市卫健委通报该院护士给一名男童打吊针输错药剂致死。两名护士被辞退。医院和死者家属达成和解。

## 相關
- 江苏省医院列表